# Бонифаций I (граф Савойи)
Бонифаций Савойский (итал. Bonifacio di Savoia; 1 декабря 1244, Шамбери — 1263, Турин) — граф Савойский в 1253—1263 годах.
Единственный сын графа Савойи Амадея IV и его второй жены Сесиль де Бо, дочери Бореля I де Бо, виконта Марселя.
Правил с 1253 по 7 июня 1263 года под опекой своего дяди Томаса II. Участвовал в неудачных для Савойи кампаниях во Фландрии и Савойе.

Владения графов Савойских в 1250 г.

Никогда не был женат и не оставил потомства. Умер в плену от ран, полученных в бою.